# Michel Monbaron
 (septembre 2024).
Si vous disposez d'ouvrages ou d'articles de référence ou si vous connaissez des sites web de qualité traitant du thème abordé ici, merci de compléter l'article en donnant les références utiles à sa vérifiabilité et en les liant à la section « Notes et références ».
Michel Monbaron, né le 15 août 1942 à Reconvilier en Suisse, est un géologue suisse.

## Biographie
Michel Monbaron a suivi des études d’instituteur à l’École normale de Porrentruy. Après quelques années d’enseignement, il entreprend des études de géologie à l’université de Neuchâtel. Il obtient en 1972 une licence ès sciences, orientation géologie. En 1975, il est fait docteur ès sciences de l'université de Neuchâtel pour une thèse intitulée Contribution à l'étude des cluses du Jura septentrional.
Après quelques années consacrées à la recherche pétrolière en Suisse, Michel Monbaron participe à un programme de coopération géologique avec le Maroc visant à établir une carte géologique du Haut Atlas. En 1979, durant ces travaux, il découvre les restes du dinosaure Atlasaurus. En 1987, Michel Monbaron est nommé professeur associé en géographie physique à l’université de Fribourg. En 1995, il obtient le prix scientifique Jules Thurmann. En 2002, avec une équipe internationale de chercheurs, il découvre la mâchoire d'une espèce inconnue, celle du plus vieux sauropode au monde, l’ancêtre de l’Atlasaurus[réf. nécessaire].

## Ouvrages
Terre, l'histoire de notre planète de sa naissance à sa mort, Presses polytechniques et universitaires romandes, 2018